# Boutis
Le boutis est un travail sur textile piqué et parfois rebrodé. Le terme s'applique principalement aux productions matelassées du sud de la France. Le savoir-faire du boutis ou broderie de Marseille, a été classé à l'inventaire du patrimoine culturel immatériel en France en 2019. 

## Étymologie
On a donné au boutis de multiples étymologies. Mais il semble tirer son nom de l'ancienne aiguille de buis qui permettait ce travail,. Ces aiguilles à deux chas étaient utilisées pour bouter (pousser) sur l’envers les mèches de coton entre les deux étoffes,.

## Origine
Les origines du boutis sont liées aux cotonnades et aux indiennes qui provenaient d'Égypte ou des Indes. Elles arrivaient par le port de Marseille, lieu d'échange important avec l'Orient et les pays du Levant. Ce qui a permis à la Provence d'être la première région de France à découvrir ces étoffes. Le plus souvent matelassées, elles commencèrent à être connues et appréciées par l'intermédiaire des croisades. Au XIVe siècle, les ateliers de piquage de Sicile avaient adopté le trapunto, un procédé de piquage et de bourrage réalisé sur deux épaisseurs de tissus. La mode des costumes en trapunto gagna l’Angleterre puis la France. Et lorsque le négoce du textile marseillais voulut conquérir de nouveaux marchés, il décida d'embaucher des brodeuses siciliennes.
Leur production s'adapta très vite au mode de vie provençal et les indiennes séduisirent la noblesse et la bourgeoisie. Face à cette demande, elles furent désormais imprimées en Provence où les artisans locaux réussirent à imiter puis à enrichir les motifs d'origine. Ces étoffes étaient transformées par les mains des piqueuses qui utilisaient trois techniques : le matelassage, le piqué et le boutis. Leurs travaux de pique, grâce à la facilité d’entretien des tissus obtenus, à leur solidité et à leur décor variable à souhait, connurent un succès immédiat.

## Technique

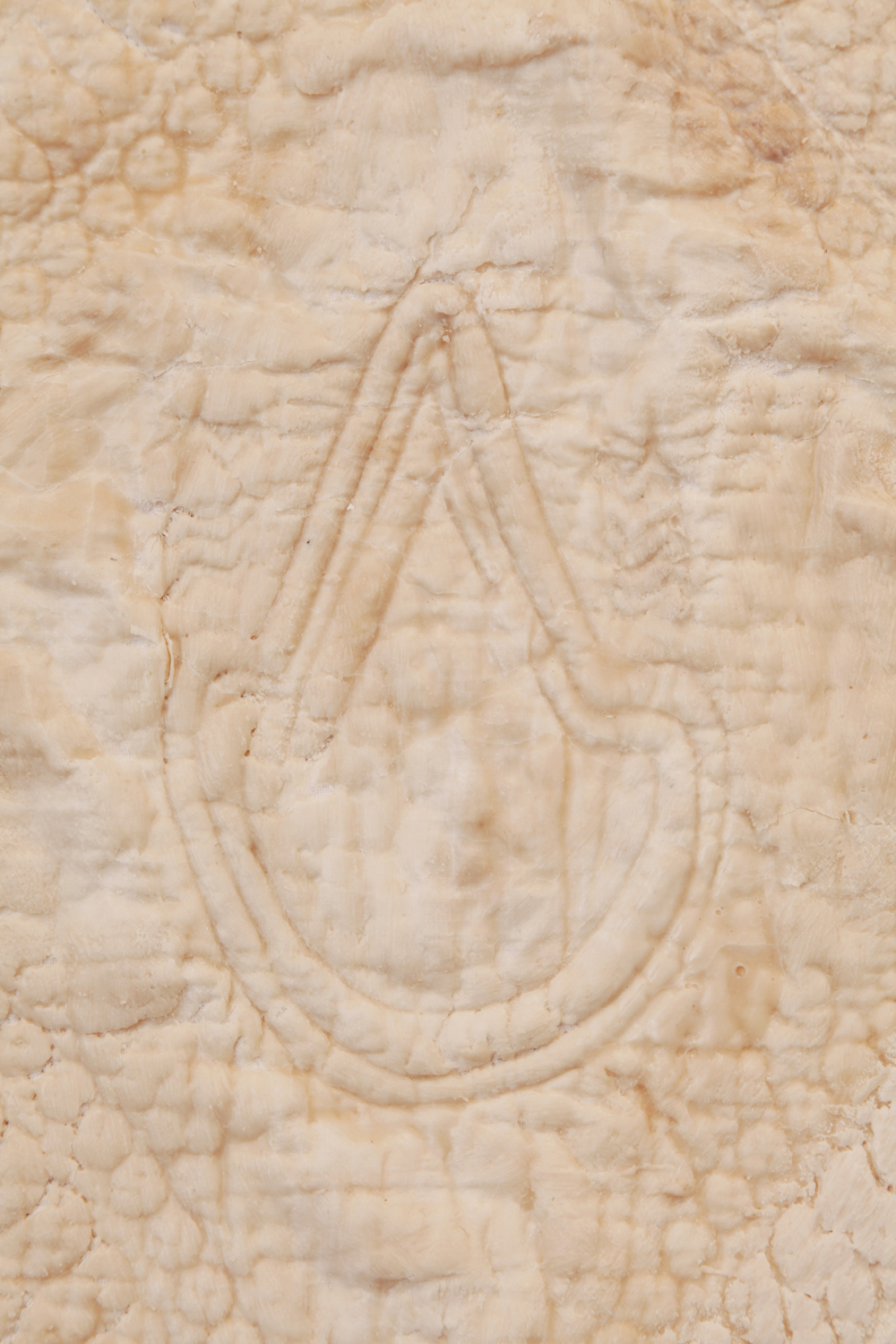
Motif sur vieux boutis

La technique du matelassage, connue sur tous les continents, nécessite plusieurs couches de tissus. Cette superposition est quadrillée par des piqûres croisées, ce qui permet de se servir des parties encore bonnes d’étoffes usées. Les tissus utilisés sont le coton, le lin, le chanvre, la laine, la ouate ou la soie. Plus recherché, le piqué de Marseille se travaille au point de piqûre simple ou double sur une même épaisseur d’étoffe. Le tissu qui se prête le mieux à cette technique est généralement la toile de coton.
Le boutis ou broderie emboutie puise ses origines dans les techniques de piquage et de matelassage. Il se réalise en piquant de petits points de fil sur les contours des motifs dessinés au préalable. Le principe de base du boutis est de broder le tissu par l'intérieur. Les motifs sont piqués en point de piqûre, point avant, point arrière, etc. Ces techniques étaient pratiquées dans les ateliers marseillais dès le XIIIe siècle. Ce travail nécessitait de la batiste ou une mousseline tendue d'une autre toile plus rigide, souvent une indienne. 
Les boutisseuses maîtrisaient aussi une autre technique, celle du méchage ou bourrage. Elle donne du relief aux motifs. Pour cela il faut introduire du coton à tricoter entre les deux épaisseurs de tissus. C'est là qu'intervenait l'aiguille de buis à deux chas qui facilitait la poussée. Ces mèches de coton donnaient du relief aux motifs. Seul le vrai boutis crée ses reliefs par ce minutieux travail de bourrage du coton, mèche après mèche. 

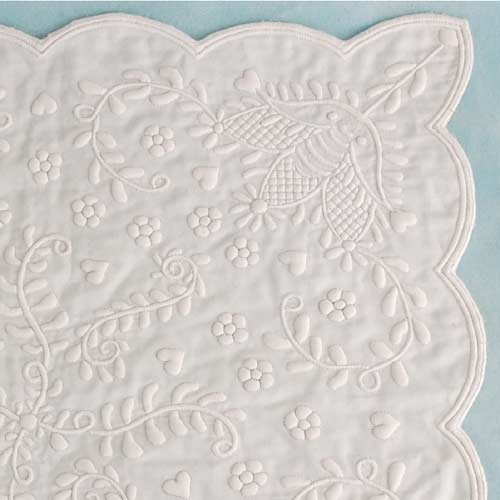
Boutis sur batiste blanche.

De plus, il ne doit pas y avoir de trous visibles sur la face envers. Les deux faces sont identiques contrairement au Trapunto. Grande différence aussi avec le piqué qui se contente d'emprisonner son matelassage entre deux tissus réunis par un piquage, technique qui a pu se mécaniser. Un vrai boutis se reconnait à contre-jour, la lumière traversant le long des lignes de coutures, tandis que le piqué laisse passer un jour opaque, diffus sur toute sa surface.
La technique du boutis est connue de par le monde sous le nom générique de broderie au cordon serti.

## Petite histoire du boutis

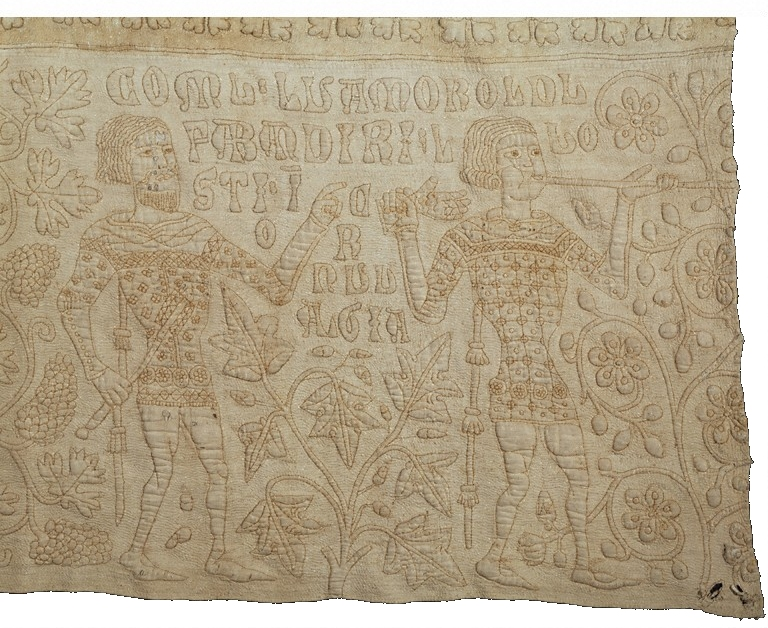
Le Tristan quilt, boutis de 1395, morceau représentant Tristan et son héraut dont les pourpoints sont aussi en boutis

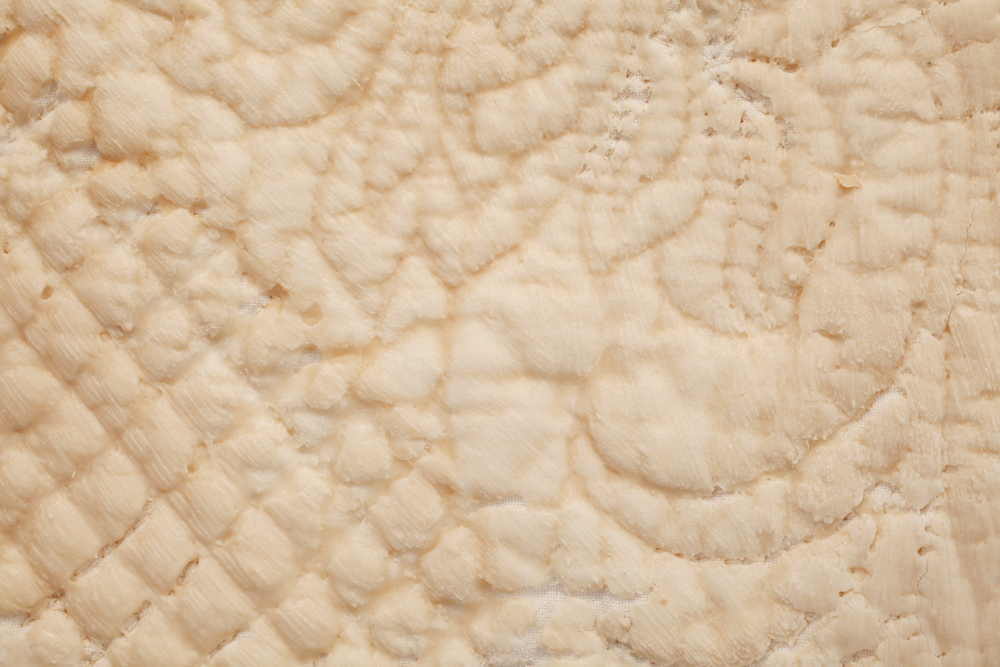
L'art du boutis

Le plus vieux boutis connu est le Tristan quilt réalisé en lin et en coton vers 1395. Confectionné sans doute en Sicile, il narre en quatorze panneaux la légende de Tristan et Iseult. Cette étoffe, sans doute un couvre-lit, qui mesurait à l'origine 3,10 x 2,70 mètres se trouve, pour partie, au musée national du Bargello à Florence, l'autre partie se trouve au Victoria and Albert Museum à Londres. La troisième fait partie d'une collection privée florentine. Une reproduction est visible à la Maison du Boutis de Calvisson dans le Gard.
Désireux d’enrichir leur gamme textile, les négociants marseillais firent venir des artisans brodeurs siciliens. Ils s'installèrent non seulement à Marseille, mais ouvrirent des ateliers de couture à Nîmes, Avignon, Aix-en-Provence et Arles. Ils travaillaient les tissus de soie et de satin. La demande fut telle que, quelques années plus tard, en 1474, la municipalité de Marseille elle-même fit venir Michel Mérulle, de Gênes, afin d'enseigner ce type de broderie aux artisans provençaux.
À cet engouement s'ajouta celui des indiennes, importées dès la fin du XVIe siècle. Ce nouveau tissu, traité en piquage, révolutionna le marché. La noblesse et la bourgeoisie s'arrachèrent ces toiles de coton peintes ou imprimées, décorées de motifs aux couleurs éclatantes et inaltérables, en dépit de leur prix élevé. Elles s'imposèrent tant pour l'ameublement que pour l'habillement. Les documents d'archives ont montré qu'en 1680 ce travail occupait à Marseille près de 6 000 femmes pour une production de 40 à 50 000 pièces de toiles par an.
Le succès commercial de ces toiles menaça même le commerce de la soie et de la laine. Ce qui inquiéta au plus haut point les soyeux et drapiers de Lyon. Ils firent pression sur Louis XIV pour qu'il les interdise. Effectivement le 26 octobre 1686 un édit royal interdit de fabriquer, d'importer, d'imprimer et de porter des indiennes. Cette interdiction eut un effet inattendu en ouvrant le marché du luxe au boutis. Pour préserver leur marché « les manufactures marseillaises obtinrent l’autorisation d'importer les toiles blanches de coton à condition qu'elles fussent piquées à Marseille ». Et le boutis prit la place des indiennes prohibées.
Même si la levée de l'interdit se fit en 1759, les ouvrières provençales profitèrent de la prohibition pour créer un véritable art avec son langage symbolique. Les boutis pour la noblesse, brodés dans les tissus les plus riches, comportaient des armoiries et des écussons. Leurs qualités en firent des produits de luxe qui s’exportèrent vers l'Europe (Angleterre, Hollande, Portugal et Espagne) et les colonies d’Amérique,.
Aujourd'hui, Autour d'une Maison à Calvisson (F-30420) plusieurs centaines de pièces ont été sauvegardées, et pour certaines reproduites, afin de faire vivre ce patrimoine et perdurer ces techniques. La collection, outre les expositions permanentes, accueille des visiteurs et stagiaires du monde entier.

## Un art domestique

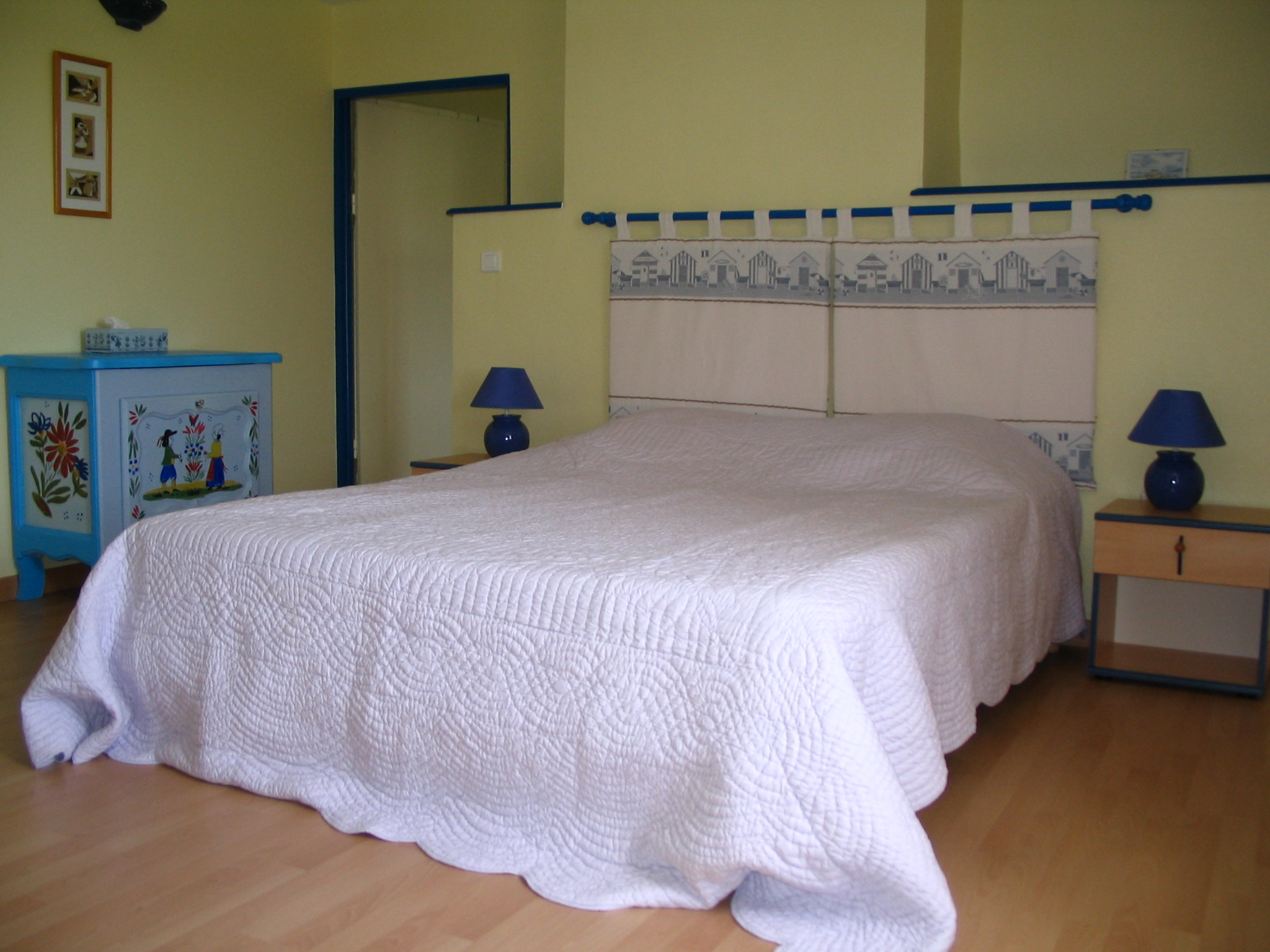
Couvre-lit en boutis.

Si le déclin des grands ateliers de Provence s’amorça vers la fin du XVIIIe siècle, la pratique du boutis se poursuivit dans les boutiques de couture et devint surtout un art domestique pratiqué dans les maisons. Tout au cours du XIXe siècle, les Provençales se transmirent, de mère en fille, la technique et le boutis perdura dans l'univers féminin. Chaque jeune fille se devait de confectionner un trousseau de mariage en boutis. Il allait du couvre-lit au jupon.
Le jupon devint rapidement incontournable. Ce vêtement, réservé à la noblesse, se démocratisa et toutes les jeunes Provençales, tant en ville qu'à la campagne, le mirent dans leur trousseau de mariage. Une autre tradition prit racine, celle du pétassoun en boutis destiné au nouveau-né. Cette pièce carrée avait pour fonction de protéger les vêtements de la personne qui portait le bébé.

## Renaissance du boutis
Si la révolution industrielle et la mécanisation des ateliers du textile portèrent le premier coup fatal à la production du boutis, le second lui fut asséné par l'apparition de la machine à coudre qui mit fin à cet art. Il s'éteignit  en Provence et en Languedoc peu après 1870, et resta en sommeil pendant un siècle. Il réapparut dans le dernier quart du XXe siècle. Des ouvrages puis des revues lui consacrèrent des pages, les armoires familiales en conservaient encore, ils furent exposés et petit à petit cet art ressuscita. Il revint à la mode dans les années 1990 grâce à des créatrices de talent. 
Cette résurrection bouscula un peu les traditions, alors que le boutis, jusqu'au XIXe siècle, était confectionné avec du coton de couleur blanche, les textiles modernes et colorés s'imposèrent et permirent de réaliser toutes sortes d'accessoires décoratifs, des dessus de lit aux chemins de table, en passant par des coussins et des sets de table.

## Citation dans la littérature
« Cet ouvrage divin qui ressemble à un pré dont le givre broda de blanc les feuilles et les pousses ». Frédéric Mistral.